# Metrolinje 7 i Paris
Metrolinje 7 i Paris er en undergrundsbane på metronettet i Paris, Frankrig. Planlægningen begyndte i 1898, og linjens første del åbnede i 1910.
Linje 7 har et spor med en samlet længde på 18,6 km langt, og det er hovedsagelig orienteret nord-syd. Den har 38 stationer og er dermed den linje, som har flest stationer af byens metrolinjer. Banen strækker sig fra stationen La Courneuve - 8 Mai 1945 i nord via Paris' centrum til stationen Maison Blanche, hvor den deler sig i to grene. Den ene går i sydøstlig retning til Mairie d'Ivry og den anden i sydlig retning til Villejuif - Louis Aragon.

## Historie
- 1898: Planer blev lagt for en nord-øst-forbindelse mellem Place Danube og Palais Royal
- Oktober 1910: Sektionen mellem Opéra og Porte de la Villette blev åbnet, til trods for de oprindelige planer.
- Januar 1911: Sektionen mellem Louis Blanc og Pré Saint-Gervais blev åbnet. Den var da et sidespor.
- Juli 1916: Forlængelse sydpå til Palais Royal
- April 1926: Forlængelse sydpå til Pont Marie
- Februar 1930: Forlængelse til Place d'Italie. I et år brugte linje 10 den del af linjen, som går fra Place Monge til Place d'Italie, idet man ventede på, at tunnellen under Seinen blev klar. Derefter skulle strækningen lægges ind under linje 7.
- Marts 1930: Linje 10 forlænges til Porte de Choisy.
- Juni 1930: Stationen Sully - Morland blev åbnet.
- April 1931: Linjen krydser Seinen og forlænges sydpå til Porte d'Ivry
- Maj 1946: Forlænges sydpå til Mairie d'Ivry
- December 1967: Sektionen mellem Louis Blanc og Pré Saint-Gervais bliver til Linje 7bis.
- Oktober 1979: Forlængelse nordpå til Fort d'Aubervilliers
- December 1982: Et nyt sidespor i syd oprettes, mellem Maison Blanche og Le Kremlin Bicêtre
- Februar 1985: Forlængelse af sidesporet i syd fra Le Kremlin Bicêtre til Villejuif – Louis Aragon
- Maj 1987: Forlængelse nordpå til La Courneuve – 8 Mai 1945

Det er lagt planer om at linje 14 skal forlænges via den nye station Olympiad (færdiggjort 2007) til Maison Blanche.

## Materiel
Linje 7 har brugt vognsæt af typen MF77 siden 1979.

## Galleri
- Perron på Louis Blanc-stationen
- Perron på La Fayette-stationen
- Perron på Palais Royal-stationen
- Indgangen på Cadet-stationen